# Calle Rivadavia (Formosa)
La calle Bernardino Rivadavia (o simplemente Rivadavia) es la principal arteria comercial de la ciudad de Formosa, en Argentina. Es la calle nº 24 del microcentro.
Debe su nombre a Bernardino Rivadavia (1780-1845), primer presidente de la República Argentina.

## Historia
La arteria nace (con el mismo nombre que el actual) en 1879, año en que se funda la ciudad. Desde ese momento, los negociantes instalaron sus despensas y almacenes en la zona; convirtiéndola en la más comercial del momento.
El área comercial se desarrolló del lado Oeste de la Avenida 25 de Mayo (zona noreste de la Ciudad). Mientras que el lado Este de la Avenida es más residencial y no posee abundantes comercios; más si presenta oficinas y dependencias gubernamentales.
Allí se encontraban una laguna (1879), un Campo de estanqueo de delincuentes en la laguna, y en la zona del Mercado Municipal (1886) en la calle Pringles, esq. Rivadavia.
La zona comercial mencionada, no se destaca en sí en presentar negocios de determinados rubros; al contrario, allí se "mezclan" antiguos paseos comerciales (como el Bibolini), agencias de quiniela, boutiques, tiendas de deportes, supermercados, librerías, panaderías, farmacias, etc.
Es una zona muy concurrida por los formoseños y es paso obligado para los turistas que deseen conocer la ciudad; ya que se encuentra a dos cuadras de la Avenida Costanera; a una de la Casa de Gobierno y del Museo Histórico Regional; y está cerca de la mayoría de los restaurantes y hoteles del microcentro capitalino.

## Actualidad
En la actualidad, la Municipalidad de la Ciudad de Formosa, ha puesto en marcha un plan para embellecer esa zona del microcentro.
Dicho plan pretende, entre otras cosas, eliminar los techos o toldos que se encuentran sobre las veredas de los negocios y, en lugar de ellos, plantar especies de árboles típicos de la zona. De esta manera, el paso de los peatones se dará con más libertad; y habrá más sombra natural para los calurosos días de verano.
También se está avanzando en las ordenanzas sobre las contaminación visual que el área presenta; y la caótica situación del sistema de estacionamiento, tanto de motocicletas, como autos y otros tipos de vehículos que hacen casi imposible la libre circulación; sobre todo en horas pico. La calle Rivadavia recorre un total de 1600 metros, en este recorrido se encuentran diversas calles importantes para el recorrido en el microcentro. Atraviesa las siguientes calles y avenidas:
- González Lelong, donde nace
- Junín
- Corrientes
- Juan José Silva
- Maipú
- Pringles
- Saavedra
- España
- Av. 25 de Mayo
- J.M. Uriburu
- Brandsen
- Hipólito Irigoyen
- Fotheringham
- Salta
- Ayacucho
- Paraguay, y la Av. N. Uriburu, esta última que lo corta.[3]

## Lugares emblemáticos
- Peatonal y Paseo Bibolini.
- Escuela N° 2 "Domingo Faustino Sarmiento".
- Estadio Carlos Cleto Castañeda.